# Metabolička mreža
Metabolička mreža je kompletan set metaboličkih i fizičkih procesesa koji određuju fiziološka i biohemijska svojstva ćelije. Te mreže se sastoje od hemijskih reakcija metabolizma, kao i od regulatornih interakcija koje rukovode tim reakcijama.
Sekvenciranje kompletnih genoma je omogućilo rekonstrukcisanje mreža biohemijskih reakcija mnogih organizama, od bakterija do čoveka. Više njih je dostupno onlajn, npr.: Kjoto enciklopedija gena i genoma (KEGG), ,  i . Metaboličke mreže su veoma korisna oruđa za izučavanje i modelovanje metabolizma.